# Clemente Biondetti
Clemente Biondetti,  italijanski dirkač Formule 1, * 18. avgust 1898, Budduso, Sardinija, Italija, † 24. februar 1955, Firence, Italija. 
Zmagal je na več evropskih dirkah za Veliko nagrado, kar štirikrat na italijanski dirki Mille Miglia, dvakrat pa na dirki Targa Florio. V Formuli 1 je v sezoni 1950 nastopil na eni dirki za Veliko nagrado Italije, toda odstopil je. Leta 1955 je umrl za rakom.

## Kariera
Clemente Biondetti se je rodil 18. avgusta 1898 v mestu Budduso na Sardiniji. Let 1923 je začel dirkati z motocikli, leta 1927 pa se je preusmeril na dirkanje z avtomobili. Z nekaj uspehi na manjših dirkah je opozoril nase in v sezoni 1931 je dobil sedež v moštvu Maserati. Na prvi pomembnejši dirki v novem moštvu za Veliko nagrado Francije je bil tretji, toda to je bila njegova edina uvrstitev na stopničke na prvenstvenih dirkah. Je bil pa zato toliko bolj uspešen na vzdržljivostnih dirkah. Z dirkalnikom Alfa Romeo 8C 2900b je zmagal na dirki Mille Miglia v sezoni 1938, na dirki Coppa Ciano pa je bil tretji. Nato je njegovo kariero prekinila druga svetovna vojna.
Po koncu vojne je bil star že 49 let, kljub temu pa je uspešno nadaljeval s kariero. Na dirki Targa Florio je zmagal dvakrat zapored v letih 1948 in 1949, na dirki Mille Miglia pa kar trikrat zapored pa v letih 1947, 1948 in 1949, tako da je s štirimi zmagami najuspešnejši dirkač dirke v zgodovini. Clemente Biondetti je sodeloval na eni dirki Formule 1, dirki za Veliko nagrado Italije v sezoni 1950 s hibridnim dirkalnikom Ferrari-Jaguar, ki ga je zgradil sam, toda zaradi okvare motorja je odstopil. Še vedno je sodeloval na vzdržljivostnih dirkah, na dirki 12 ur Pescare 1952 je kljub visoki starosti zasedel drugo mesto. Zaradi raka se je moral leta 1954 upokojiti, naslednje leta 1955 pa je umrl.

## Pomembnejše zmage
- Coppa Acerbo: 1939
- Mille Miglia: 1938, 1947, 1948, 1949
- Targa Florio: 1948, 1949

## Popolni rezultatiEvropskega avtomobilističnega prvenstva
(legenda) (odebeljene dirke pomenijo najboljši štartni položaj)
| Leto | Moštvo              | Tovarna    | 1     | 2       | 3       | 4       | 5       | Prv | Toč |
| ---- | ------------------- | ---------- | ----- | ------- | ------- | ------- | ------- | --- | --- |
| 1931 | Officine A Maserati | Maserati   | ITA   | FRA 3   | BEL     |         |         | 23= | 19  |
| 1936 | Scuderia Maremmana  | Maserati   | MON 1 | NEM Ret | ŠVI Ret | ITA Ret |         | 25  | 29  |
| 1937 | Scuderia Maremmana  | Maserati   | BEL   | NEM     | MON Ret | ŠVI     |         | 15= | 34  |
| 1937 | Privatnik           | Alfa Romeo |       |         |         |         | ITA Ret | 15= | 34  |
| 1938 | Alfa Corse          | Alfa Romeo | FRA   | NEM Ret | ŠVI     | ITA 4   |         | 13  | 27  |
| 1939 | Alfa Corse          | Alfa Romeo | BEL   | FRA     | NEM     | ŠVI 9   |         | 16= | 28  |

## Popolni rezultati Formule 1
(legenda) (odebeljene dirke pomenijo najboljši štartni položaj, poševne pa najhitrejši krog, †-uvrščen kljub odstopu)
| Leto | Moštvo             | Šasija       | Motor             | 1  | 2   | 3   | 4   | 5   | 6   | 7       | Prv | Toč |
| ---- | ------------------ | ------------ | ----------------- | -- | --- | --- | --- | --- | --- | ------- | --- | --- |
| 1950 | Clemente Biondetti | Ferrari 166S | Jaguar Straight-6 | VB | MON | 500 | ŠVI | BEL | FRA | ITA Ret | -   | 0   |